# عدد هیدروکسیل
عدد هیدروکسیل (به انگلیسی: Hydroxyl number یا Hydroxyl value) کمیتی است که برای تعیین میزان گروه‌های هیدروکسیل در یک ماده شیمیایی مانند استرها، روغن‌ها و چربی به کار می‌رود. مقدار عددی این کمیت بدون بعد از طریق تیتراسیون ماده شیمیایی با پتاسیم هیدروکسید تعیین می‌شود.